# Vertical Kilometer
Il Vertical Kilometer  ("chilometro verticale" in italiano) è un marchio registrato che identifica una specialità dello skyrunning.

## Descrizione
Consiste in 1 000 m di dislivello in salita su terreno variabile con una sostanziale pendenza (sentieri molto ripidi, piste da sci o perfino funicolari dismesse) e una lunghezza inferiore ai 5 km. Quindi la pendenza media richiesta è minimo di 20,4% (11,5°). A parità di potenza espressa la velocità di salita (VAM) aumenta se la pendenza aumenta. Esistono numerosi Vertical Kilometer nell'arco alpino. Un tempo parte delle Skyrunner World Series, dal 2017 esiste un circuito specificamente dedicato a questa specialità, il Vertical Kilometer World Circuit.
I tre Vertical Kilometer più ripidi del mondo sono:
1. VKE di Prali in Italia con 1 697 metri di sviluppo. (pendenza media di circa 73% o 36°)[3]
2. Verticale du Grand-Serre a Cholonge in Francia con 1 811 metri di sviluppo[4][5]
3. KM Vertical de Fully in Svizzera con 1 920 metri di sviluppo[6]

## Double Vertical Kilometer
Si tratta di "Doppio Chilometro Verticale" quindi 2 000 metri di dislivello su un percorso di sviluppo non superiore ai 10 km.
Le corse che rientrano in questa categoria sono:
- TPS Villaroger K2 (Francia), 7,6 km di sviluppo da 1 220 m (Le Pré de Villaroger) fino in cima dell'Aiguille Rouge a 3 220 m di altitudine; disputata dal 2015.[7]

record: Yoann Sert 1h23'39" nel 2015.
- Vertical 2000 di Morgex (Italia), 8,15 km di sviluppo da 920 m (centro Morgex) fino in cima alla Testa di Liconi a 2920 m di altitudine; disputata dal 2012.[9][10]

record: Dennis Brunod 1h22'24" nel 2014.
- Double KM Verticale de Chando a Chandolin (Svizzera), 7,7 km di sviluppo da 803 m (Step di Fang) fino in cima all'Illhorn a 2 716 m di altitudine; disputata dal 2014. Questa gara comporta 1 913 m di dislivello, quindi in realtà non si tratta di un Doppio Chilometro Verticale anche se comunemente approvato come tale. È accettata infatti una tolleranza di 5% (100 m) di dislivello su un percorso inferiore a 8 km.[12][13]

record: Kílian Jornet i Burgada 1h11'16" nel 2014.
- Extreme Vertical Race Valtellina a Talamona (Italia), 9 km di sviluppo dalla chiesa parrocchiale di Talamona a 272 m alla Cima Pisello a 2272 m; disputata dal 2018.[15]

record: Michele Boscacci 1h18'03" nel 2021.
Nel 2015 per la prima volta è stata disputata la Coppa Europa in Doppio Chilometro Verticale (K2 European Cup). La classifica generale era composta da due tappe: della gara a Villaroger e quella a Chandolin. La gara a Morgex non ne faceva parte.
Nel 2016, la K2 European Cup includerà anche la gara italiana.

## Triple Vertical Kilometer
Esiste un'unica corsa tipo Vertical al mondo con 3 000 metri di dislivello.
- Red Bull K3 di Susa (Italia), 9,9 km di sviluppo da 503 m (centro di Susa) fino in cima al Rocciamelone a 3 538 m di altitudine (3 035 m di dislivello); disputata negli anni 2014 - 2018.[17]

Il record appartiene allo svizzero Martin Anthamatten 1h58'53" nel 2017.

## Record
Il record mondiale era di 29 minuti e 42 secondi, stabilito a Fully il 25 ottobre 2014 dall'atleta italiano Urban Zemmer, con l'ausilio dei bastoncini ma è stato battuto, il 22 ottobre 2017, dall'altoatesino Philip Gotsch, che ha fermato le lancette sul crono di 28'53". La velocità di salita è stata di 2 010 metri/ora. Per paragone la velocità ascensionale di un escursionista medio è valutata dal Club Alpino Italiano in 300 metri/ora. Il precedente record (con bastoni) apparteneva sempre a Urban Zemmer col tempo di 30'26", ottenuto sempre a Fully nell'ottobre 2012. Il record mondiale di Kilometro Verticale, senza l'ausilio di nessun agente esterno quali bastoni o altro, è dell'italiano Bernard Dematteis che nel 2013 ha fermato le lancette sul crono di 30'27" nel Km Verticale Chiavenna-Lagunc a Chiavenna.
Al femminile il record mondiale con bastoni è di 34 minuti e 44 secondi, stabilito a Fully il 25 ottobre 2014 dall'atleta francese Christel Dewalle, mentre il record, ossia quello ottenuto senza bastoni è dell'austriaca Andrea Mayr, sul percorso MelaVertical di Villa di Tirano, stabilito nel 2023 con 35'19".